# Dhamrai
Dhamrai är ett underdistrikt i Bangladesh. Det ligger i den centrala delen av landet, 40 km nordväst om huvudstaden Dhaka.
Trakten runt Dhamrai består till största delen av jordbruksmark. Runt Dhamrai är det mycket tätbefolkat, med 2 345 invånare per kvadratkilometer.